# フィランソロピー (架空の組織)
- メタルギアシリーズ > メタルギアシリーズの用語一覧 > フィランソロピー (架空の組織)

フィランソロピー (Philanthropy) は、PlayStation 2専用ソフト『メタルギアソリッド2 サンズ オブ リバティ』に登場する架空の組織の名称。正式には「反メタルギア財団 フィランソロピー」であり、国連にも公式にNGOとして登録されている。もともとのフィランソロピーの意味は「慈善活動」「人類愛」「博愛」などである。

## 組織概要
フィランソロピーは「シャドー・モセス事件」の後にリボルバー・オセロットによって世界中のブラックマーケットに流出したメタルギア亜種、並びにメタルギアを破壊･根絶する為に結成された財団組織である（メタルギアはこの頃の核保有国にとっては既に特別な兵器ではなくなっている）。構成要員は確認されている中では、ソリッド・スネーク、ハル・エメリッヒ（オタコン）、ナスターシャ・ロマネンコ、メイ・リンらであるが、財団のリーダーや前述した人物以外のメンバーの存在しているのかは不明である（他にはロイ・キャンベルも直接の構成員ではないものの、影から支援していた）。

## 資金源・出資元
フィランソロピーは、正式なNGOの財団ではあるものの資金不足に陥っているらしく、隊員のスネークの装備も充実しているとは言いがたい。スネークの装備の大部分が現地調達なのはこのためである（作戦の最初から持っている装備の大半は、メイ・リンがアメリカ陸軍の兵器開発システムセンターの装備を横流ししたものを使っている様子）。主な資金源はナスターシャ・ロマネンコが執筆した「シャドー・モセスの真実」の売上金及び印税だという。
出資元は複数あるようだが、「愛国者達」の中枢を成す「賢人会議」のメンバーの一人も出資者の名簿にあった。しかし、後にこれは偽情報であった事が語られている。

## 組織のその後
ビッグシェル占拠事件後、メンバーは活動の軸を反愛国者達に移した事で、反メタルギア活動は一旦停止する（これには愛国者達の戦争経済の拡大による影響で、経済活動を目的とした戦争の局地化及びPMCや民兵による非対称戦争化の流れが一気に加速した事で、核搭載戦略兵器としてのメタルギアの需要が急速に消滅していった時代背景も影響している）。そしてリキッドの蹶起を阻止し、愛国者達の代理A.Iネットワークの破壊に成功した事で、組織はその役目を終えた。

## メタルギアソリッドモバイルでの登場
携帯電話端末向けゲームのMETAL GEAR SOLID MOBILEでは、ソリッド・スネークとオタコンがフィランソロピーでメタルギアの破壊活動をしていた時期のストーリーが語られる。